# Весёлый (Кеслеровское сельское поселение)
Веселый — хутор в Крымском районе Краснодарского края.
Входит в состав Кеслеровского сельского поселения.

## География

### Улицы
- пер. Чапаева,
- ул. Чапаева.

## Население
| 1999 | 2002 | 2010 |
| ---- | ---- | ---- |
| 176  | ↘167 | ↘161 |